# Kaakkuri (Oulu)
Kaakkuri est  un  quartier du district de Kaakkuri de la ville d'Oulu en Finlande.

## Description
Le quartier compte 6 866 habitants (31.12.2018).

## Galerie

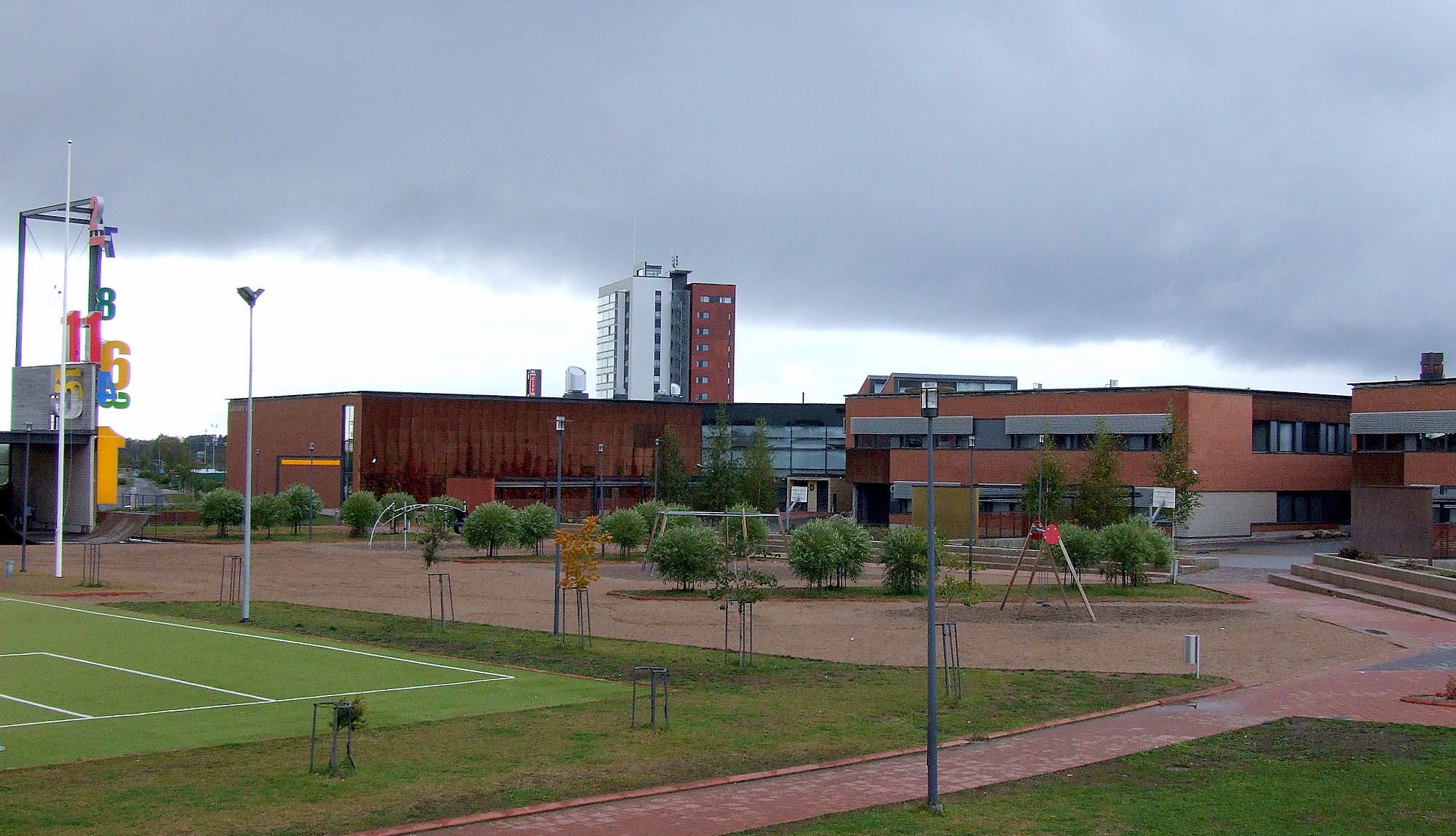
École de Kaakkuri.
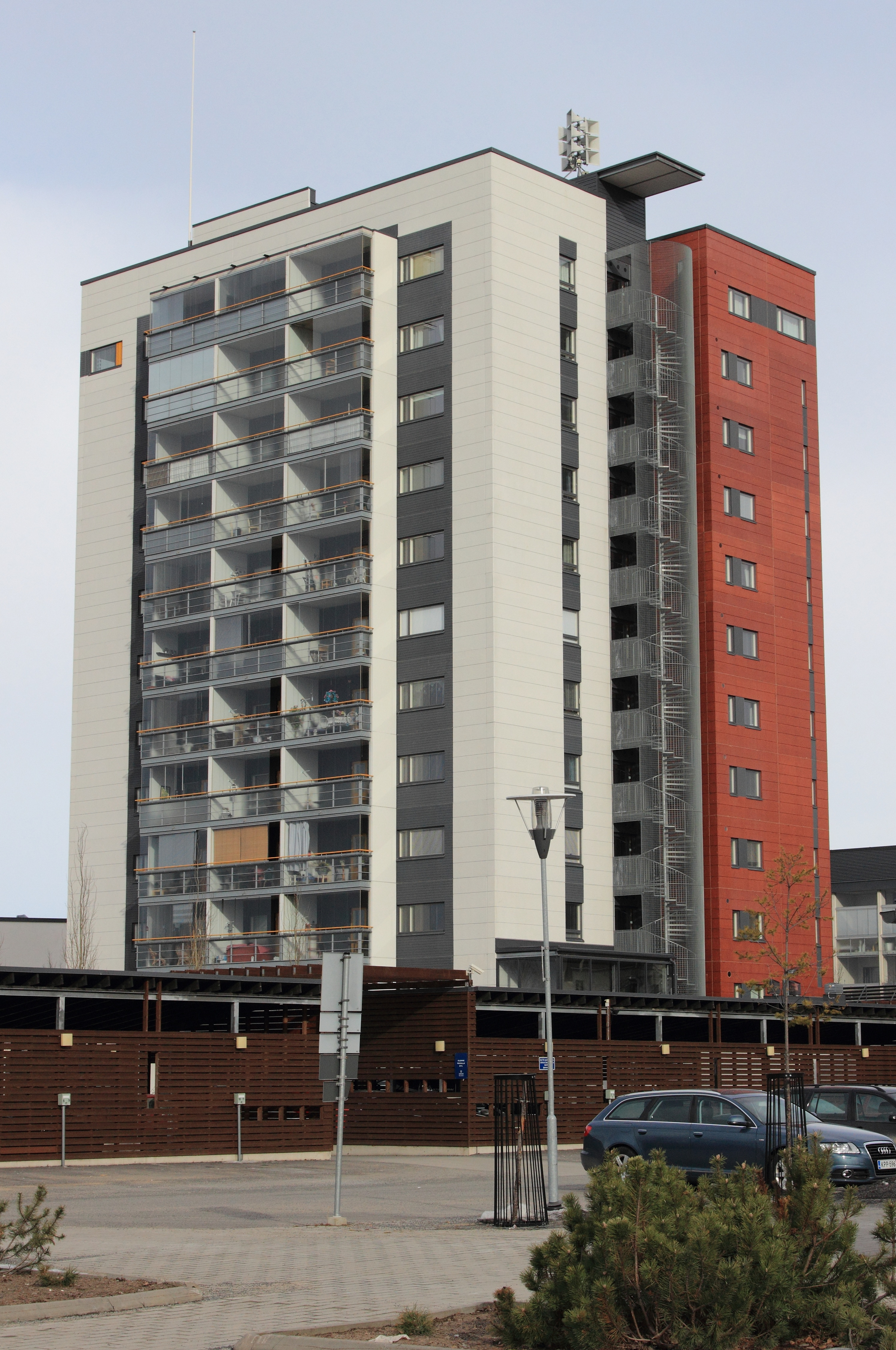
Tour Sirius.